# Balthasar II Moretus

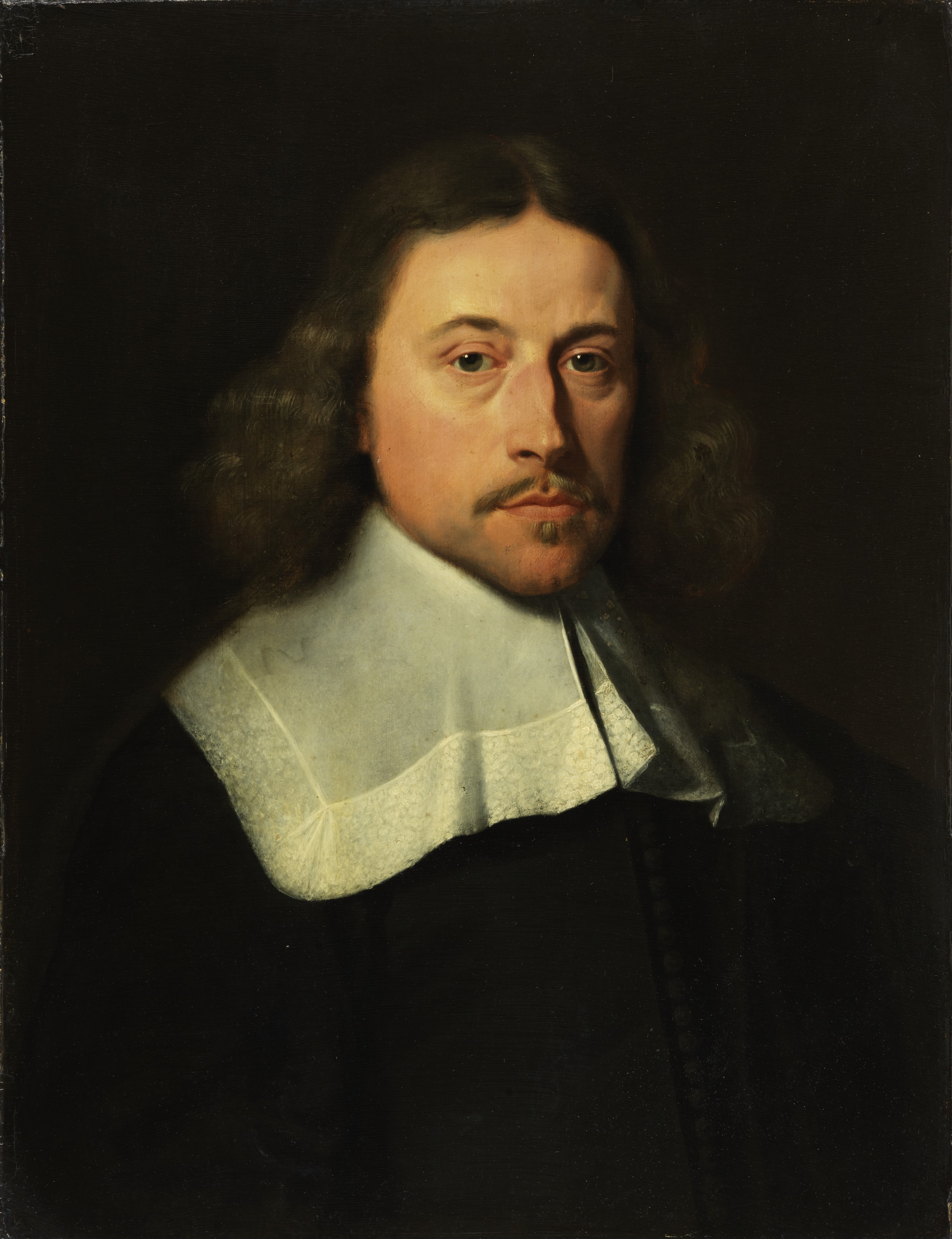
Portret van Balthasar II Moretus door Jacob van Reesbroeck

Balthasar II Moretus (1615 - 1674) was hoofd van de Antwerpse drukkerij Plantijn vanaf het overlijden van zijn oom Balthasar I Moretus in 1641 tot aan zijn eigen overlijden. Hij werd tijdelijk opgevolgd door zijn weduwe Anna Goos, tot hun zoon Balthasar III Moretus het beheer van de drukkerij op zich nam.

## Gezin
Balthasar II Moretus was een van de zes kinderen van Jan II Moretus en Maria De Sweert. Omstreeks 1645 huwde hij met Anna Goos, die toen ongeveer achttien jaar oud was. Ze kregen twaalf kinderen, waaronder Balthasar III Moretus, die later hoofd werd van de drukkerij, en Joannes Jacobus Moretus.

## Jeugd

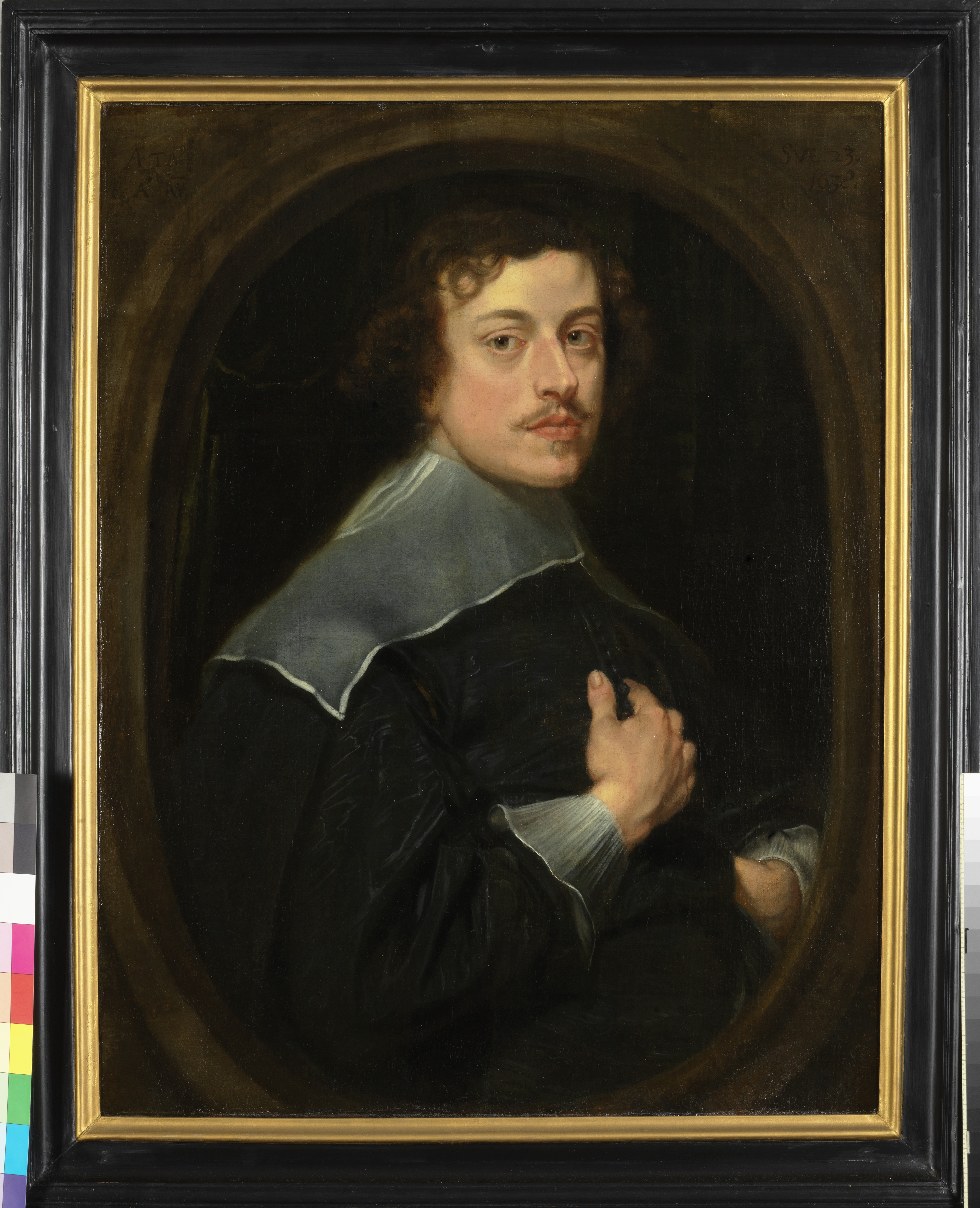
Portret van Balthasar II Moretus, Antonie Palamedesz, collectie Museum Plantin-Moretus

In 1622 werd Balthasar II naar de Latijnse School in Antwerpen, die geleid werd door de augustijnen, gestuurd. Hij toonde echter weinig aandacht voor de lessen, waardoor zijn oom Balthasar I Moretus hem rond Pasen in 1624 naar de kostschool aan de Sint-Jacobskerk stuurde. Hier boekte Balthasar II sterke vooruitgang en in 1625 kon hij de overstap maken naar de Latijnse School van de jezuïeten, waar hij les bleef volgen tot 1630; in datzelfde jaar verhuisde hij naar Doornik om Frans en menswetenschappen te studeren. Op 4 april 1632 was hij reeds teruggekeerd naar Antwerpen, waar hij in de drukkerij het beroep van boekhandelaar leerde.

## Drukkerij en carrière
Het is voornamelijk onder het beheer van Balthasar II dat drukkerij Plantijn zich haast uitsluitend ging toeleggen op het drukken en verkopen van liturgische werken. Aanvankelijk gaf Balthasar II nog tal van historische en literaire werken uit, maar bij zijn overlijden in 1674 was het aandeel van liturgische edities gestegen tot bijna 100%. Het grote succes van de export van boeken naar Spanje leidde ertoe dat de drukkerij enkel nog liturgische werken drukte.
In 1647 werd Balthasar II, net zoals zijn vader, benoemd tot deken van het Antwerpse Sint-Lucasgilde. Dit was de enige officiële functie die hij vervulde, gezien zijn afkeer van hoge functies voor zichzelf en zijn zonen.